# Chailland

Chailland este o comună în departamentul Mayenne, Franța. În 2009 avea o populație de 1,167 de locuitori.